# 2655 Гуансі
2655 Гуансі (2655 Guangxi) — астероїд головного поясу, відкритий 14 грудня 1974 року.
Тіссеранів параметр щодо Юпітера — 3,107.